# Abraxas niphonibia
Abraxas niphonibia là một loài bướm đêm thuộc họ Geometridae. Nó được Wehrli miêu tả năm 1935. Nó được tìm thấy ở Nhật Bản, Hàn Quốc và quần đảo Kuril.
Sải cánh dài 14–20 mm.